# Pascal Pierre
Pascal Pierre (sinh ngày 28 tháng 5 năm 1968) là một cựu cầu thủ bóng đá chuyên nghiệp người Pháp đã từng thi đấu ở vị trí hậu vệ. Khi còn thi đấu cho Metz, ông thi đấu trong trận Chung kết Cúp Liên đoàn bóng đá Pháp 1996.